# Namagiripettai
Namagiripettai là một thị xã panchayat của quận Namakkal thuộc bang Tamil Nadu, Ấn Độ.

## Địa lý
Namagiripettai có vị trí 11°28′B 78°16′Đ / 11,47°B 78,27°Đ Nó có độ cao trung bình là 273 mét (895 feet).

## Nhân khẩu
Theo điều tra dân số năm 2001 của Ấn Độ, Namagiripettai có dân số 21.447 người. Phái nam chiếm 51% tổng số dân và phái nữ chiếm 49%. Namagiripettai có tỷ lệ 59% biết đọc biết viết, thấp hơn tỷ lệ trung bình toàn quốc là 59,5%: tỷ lệ cho phái nam là 67%, và tỷ lệ cho phái nữ là 51%. Tại Namagiripettai, 10% dân số nhỏ hơn 6 tuổi.